# 2 cm Gebirgsflak 38
Il 2 cm Gebirgsflak 38 era un cannone automatico tedesco della seconda guerra mondiale, versione alleggerita del 2 cm FlaK 38, progettato per le truppe aviotrasportate e da montagna a doppio uso antiaereo e anticarro.

## Descrizione
Fu realizzata in due versioni leggermente diverse, Gebirsflak 38 per i Gebirgsjäger e Gebirgsflak 38 mit Sonderausstattung (con dispositivi opzionali) per i Fallschirmjäger.
La bocca da fuoco era pressoché la stessa, mentre l'affusto era più piccolo e soprattutto più leggero di oltre la metà rispetto a quello del FlaK 38. L'arma era progettata per essere scomposta in 8 carichi pesanti meno di 40 kg per il someggio ed il trasporto aereo, ma diversamente da quello del FlaK 38, non era progettato per il traino meccanico ad alta velocità. L'affusto era a due ruote, con brandeggio a 360°. Il cannoniere sedeva sull'affusto dietro al cannoncino, ruotando con esso, e faceva fuoco agendo su un pedale a destra dell'affusto. Elevazione e brandeggio erano comandate manualmente con due manovelle rispettivamente destra ed sinistra, a due velocità. La vita utile delle canne era stimata tra 10.000 e 12.000 colpi.
Come munizionamento era disponibile sia granate esplosive (Sprenggranaten) da 0,30 kg che granate perforanti (Panzergranaten ) da 0,33 kg.